# Mahmoud Khodja
Mahmoud Khodja, mort le 19 février 1857 à La Goulette, est un gouverneur et ministre tunisien.

## Biographie
Son père, Mohamed Khodja, est ministre de la Marine sous le règne d'Hammouda Pacha après avoir longtemps dirigé les arsenaux militaires tunisiens, principalement La Goulette et Porto Farina. Son grand-père avait été un officier turc en poste à Tunis qui faisait aussi fonction de clerc religieux, d'où son nom de khodja.
Mahmoud Khodja est instruit auprès de son père et dans diverses médersas de Tunis. Il acquiert aussi quelques rudiments de langues européennes, ce qui lui vaut d'être choisi par Hussein II Bey vers 1830 pour participer à une ambassade en France, puissance nouvellement présente en Algérie, pour faire part au nouveau roi Louis-Philippe des bonnes dispositions du bey. De retour en Tunisie, son père en fait son lieutenant (kahia) avant que Khodja ne devienne gouverneur du fort de La Goulette.
À la suite de la mort de son père en 1846, il est choisi par Ahmed Ier Bey pour lui succéder à la tête du ministère de la Marine, où il met en œuvre les multiples réformes très novatrices mais aussi très coûteuses du souverain. En 1853, on fait venir de France et d'Italie des ingénieurs pour reconstruire l'arsenal de La Goulette ainsi que certains forts côtiers. En 1854, Khodja organise le transport et la logistique des troupes tunisiennes envoyées en renfort de l'Empire ottoman durant la guerre de Crimée contre la Russie ; cette expédition est dirigée par les généraux Rachid et Mohamed Chaouch et comprend quatre régiments tunisiens embarqués sur plus de soixante vaisseaux tunisiens affrétés.
Mahmoud Khodja ne peut toutefois terminer son œuvre réformatrice puisqu'il décède dans sa demeure de La Goulette le 19 février 1857 ; il est inhumé le lendemain au cimetière du Djellaz en présence du souverain Mohammed Bey qui n'accordait aucune importance à la marine, la trouvant au-dessus des moyens de l'État. Il choisit néanmoins le jeune Kheireddine Pacha pour lui succéder.